# 5 km (przystanek kolejowy w obwodzie lwowskim)
5 km (ukr. 5 км, ros. 5 км) – przystanek kolejowy w miejscowości Kamienobród, w rejonie jaworowskim, w obwodzie lwowskim, na Ukrainie.